# Beni Hamiden
Beni Hamiden è un comune dell'Algeria, situato nella provincia di Costantina.